# Лисаневич, Борис Николаевич
Бори́с Никола́евич Лисане́вич (4 октября 1905 года, Одесса — 20 октября 1985 года, Катманду) — артист балета в составе Русского балета Сергея Дягилева, менеджер гостиницы и ресторана. Открыл в Калькутте Клуб 300. В дальнейшем стал первым менеджером туризма в Непале и консультантом правительства. Являлся основателем первого в стране отеля под названием Royal Hotel.

## Биография
Родился в 1905 году в Одессе в дворянской семье известного коннозаводчика Николая Александровича Лисаневича в 1905 году. В 9 лет был определён в Одесский кадетский корпус. После революции 1917 году был принят в балетную школу, а затем в труппу Одесского театра оперы и балета танцовщиком. В 1924 году эмигрировал в Париж, где присоединился к Русскому балету Сергея Дягилева. После смерти Дягилева танцевал в разных труппах, женился на танцовщице оперы Шаляпина Кире Щербачёвой. Был дублером Л. Мясина в спектакле «Миракль» в Англии.
С 1933 года с женой с успехом гастролировал по странам Юго-Восточной Азии. В 1936 году, по возвращении из Индо-Китая, выступил инициатором открытия первого клуба, который объединил английскую и индийскую элиты в Калькутте, и первого же, куда допускались дамы. «Клуб-300» в самые сжатые сроки был открыт в роскошном дворце на Театр-роуд. Б. Лисаневич состоял секретарем клуба «Клуб-300» и поддерживал его высокую популярность в высшем свете Индии, организуя блестящую кухню, разнообразные развлечения и место для ведения деловых переговоров. Благодаря своей общительности и обаянию Б. Лисаневич, охотник и спортсмен, завязал дружеские связи с многими молодыми представителями отдельных королевских династий Индии и Непала, правительственной и коммерческой элитой. Так, в клубе он организует тайные встречи изгнанного короля Непала Трибхувана с Дж. Неру и принимает самое активное участие в возвращении короля Трибхувана на трон.
После войны Борис и Кира посетили Нью-Йорк. Кира осталась в США, открыв балетную школу в Нью-Лондоне, штат Коннектикут. В 1948 г. Лисаневич женился на датчанке Ингер Пфейфер. В 1953 году вместе с женой и сыновьями Михаилом и Александром по личному приглашению короля Борис прибывает в Непал, полностью закрытую страну, незнакомую с европейской цивилизацией. Б. Лисаневич, как личный друг короля, настойчиво пропагандировал возможности туризма, в первую очередь, альпинистского, для развития страны. С разрешения короля он взял в аренду дворец Bahadur Bhawan в Катманду и переоборудовал его в первый в Непале отель Royal Hotel (открыт в 1954 г.). Для организации работы отеля ему понадобилось не только переоборудовать здание и обучить персонал, но и построить пекарню с русской печью, создать огород для разведения овощей и фруктов, неизвестных в Непале, (напр., морковь, шпинат, клубнику) на территории гостиницы. Его усилиями русские национальные блюда были адаптированы и вошли в высокую кухню Непала.
Royal Hotel стал центром светской и туристической жизни Непала. Среди его посетителей были английская королева Елизавета II, Климент Ворошилов и Чжоу Эньлай, принц Акихито и Дж. Неру, советские космонавты В.Терешкова и А. Николаев, Жан-Поль Бельмондо, европейские альпинисты, стремившиеся к покорению пиков Гималаев. В 1978 году Б. Лисаневич открывает ресторан «Boris», в 1982 году — ещё один с тем же названием, третий открыли впоследствии его сыновья.

### Братья Б. Н. Лисаневича
- Старший брат — Георгий Николаевич Лисаневич
- Средний (старший) из четырёх братьев Лисаневичей, Михаил — выпускник ИМКК (1916 — последний, дореволюционный, выпуск). Он погиб 13 сентября 1917 года в ходе подготовки к Моонзундскому сражению на эскадренном миноносце «Охотник», подорвавшемся на мине.
- Александр — средний (младший) — в эмиграции во Франции.

## Интересные факты
— Сюда! — зовет одессит-остряк,
Видно, торговец прыткий. —
Поскольку вы вроде бы мой земляк,
Зайдите! Для вас со скидкой!
- В 1939 году Борису Николаевичу удалось поймать тигра-людоеда[2].
- В 1959 году журнал «Лайф» назвал Бориса Николаевича второй достопримечательностью Непала после Эвереста[2].
- В 1965 году Борис Лисаневич снялся в роли русского профессора во французском фильме «Человек из Гонконга».
- В 2009 году в Катманду открыт памятник Борису Лисаневичу, его копия (2011) — на территории Культурно-образовательного центра «ЭТНОМИР» (Калужская область).
- Поэт Расул Гамзатов упомянул Лисаневича в своей поэме «Живая богиня Кумари».

## Фильмы
Битва за Гималаи. Авантюрный роман на YouTube